# امید گلزاده
امید گلزاده چهره‌پرداز ایرانی است. او برای فیلم‌های برف آخر و شادروان توانست سیمرغ بلورین بهترین چهره‌پردازی چهلمین دوره جشنواره فیلم فجر را بدست آورد.

## فیلم‌شناسی

### طراح چهره پردازی
- آنها مرا دوست داشتند (۱۴۰۱)
- برف آخر (۱۴۰۰)
- شادروان (۱۴۰۰)
- قدغن (۱۴۰۰)
- نمور (۱۴۰۰)
- شب طلایی (۱۳۹۹)
- کوسه (۱۳۹۹)
- بهشت گمشده (۱۳۹۷)
- پاستاریونی (۱۳۹۷)
- دشمن زن (۱۳۹۷)
- رحمان ۱۴۰۰ (۱۳۹۷)
- مأموریت غیرممکن (۱۳۹۷)
- پاسیو (۱۳۹۶)
- ما خیلی باحالیم (۱۳۹۶)
- کارگر ساده نیازمندیم (۱۳۹۵)
- من دیوانه نیستم (۱۳۹۵)
- همه چی عادیه (۱۳۹۵)
- من سالوادور نیستم (۱۳۹۴)
- کنسرت روی آب (۱۳۸۹)

### چهره پرداز
- سه درجه تب (۱۳۸۹)
- پسر تهرونی (۱۳۸۷)
- دایره زنگی (۱۳۸۶)
- پاپیتال (۱۳۸۵)

### دستیار چهره پرداز
- یک اشتباه کوچولو (۱۳۸۷)

## جوایز
| سال  | جشنواره                 | بخش               | اثر               | نتیجه | جایزه        | منبع  |
| ---- | ----------------------- | ----------------- | ----------------- | ----- | ------------ | ----- |
| ۱۴۰۰ | چهلمین جشنواره فیلم فجر | بهترین چهره‌پردازی | برف آخر و شادروان | برنده | سیمرغ بلورین | [ ۲ ] |